# Jules Lefort (chimiste)
Pour les articles homonymes, voir Jules Lefort et Lefort.
Jules François Lefort, né le 26 juillet 1819 à Bourbon-l’Archambault et mort le 6 avril 1896 à Pierrefonds (Oise), est un pharmacien et chimiste français. 

## Biographie
Interne des hôpitaux civils de Paris en 1842, reçu pharmacien le 8 août 1845, Lefort est surtout connu pour ses études sur les eaux naturelles et minérales.
Il est élu membre de la section de pharmacie de l’Académie de médecine le 27 février 1872.

## Publications
- 1858 : Nouveau procédé d'analyse qualitative des eaux douces
- 1845 : Mémoire sur les protosels de mercure et sur les produits ammoniacaux qui en résultent
- 1852 : Recherches de chimie organique et inorganique
- 1853 : Études sur les huiles grasses végétales
- 1854 : Recherches sur la composition de l'air des piscines
- 1855 : Études physiques et chimiques des eaux minérales et thermales de Châteauneuf (Puy-de-Dôme)
- 1855 : Chimie des couleurs pour la peinture à l'eau et à l'huile
- 1857 : Recherches sur la composition chimique de l'eau minérale de Neynac (Ardèche)
- 1857 : Études chimiques sur les eaux minérales et thermales de Royat et de Chamalières
- 1859 : Analyse de la nouvelle source de Contrexéville
- 1859 : Mémoire sur les propriétés physiques et la constitution chimique des eaux minérales de Saint-Nectaire
- 1859 : Traité de chimie hydrologique, comprenant des notions générales d'hydrologie, l'analyse chimique qualitative et quantitative des eaux douces et des eaux minérales, un appendice concernant la préparation, la purification et l'essai des réactifs, et précédé d'un essai historique et de considérations sur l'analyse des eaux
- 1859 : Analyse chimique des eaux minérales de Rouzat, Gimeaux et Saint-Myon (Puy-de-Dôme)
- 1860 : Dictionnaire général des eaux minérales et d'hydrologie médicale, 4 vol, avec Maxime Durand-Fardel et Eugène Le Bret
- 1861 : Études chimiques et toxicologiques sur la morphine, suivies d'observations sur son passage dans l'économie animale
- 1862 : Études sur les eaux minérales et thermales de Plombières, avec Prosper Jutier
- 1862 : Étude physique et chimique des eaux minérales de la Bourboule
- 1862 : Étude chimique des eaux minérales de Mont-Dore
- 1863 : Expériences sur l'aération des eaux et observations sur le rôle comparé de l'acide carbonique, de l'azote et de l'oxygène dans les eaux douces potables ; propriétés physiques et chimiques de ces eaux
- 1863 : Analyse chimique des eaux minérales de Saint-Allyre, de Sainte-Claire et de Jaude
- 1863 : Action des rayons lumineux et solaires sur les eaux minérales
- 1864 : Analyse chimique de l'eau minérale de la source Galtier, à Cransac
- 1865 : Études chimiques, physiologiques et thérapeutiques sur les eaux minérales d'Uriage
- 1865 : Mémoire sur les propriétés physiques et la composition chimique des eaux minérales de Châtelguyon
- 1865 : Analyse chimique des eaux minérales de Sainte-Marguerite ou de Vic-le-Comte
- 1866 : Étude pour servir à l'histoire des gaz des eaux minérales en général et des eaux thermales de Néris en particulier
- 1867 : Étude physique et chimique sur les Eaux-Chaudes
- 1868 : Recherches sur la préparation et les propriétés chimiques de l'eau de goudron
- 1868 : Analyse chimique de l'eau minérale de Salles-d'Aude
- 1869 : Mémoire sur les ipécacuanhas et sur l'émétine
- 1869 : Mémoire sur l'oxyde de fer magnétique et ses combinaisons salines
- 1870 : Discours prononcé aux obsèques de M. Robinet
- 1870 : Mémoire sur les extraits sulfo-carboniques et sur leur emploi dans la fabrication des huiles minérales
- 1871 : Remarques sur le procédé proposé par M. Taylor pour découvrir les taches de sang
- 1871 : Remarques sur l'altération des eaux de puits par le voisinage des cimetières
- 1872 : Recherches sur les préparations de l'atropine avec la feuille de belladone
- 1873 : Traité de chimie hydrologique
- 1877 : Rapport sur une instruction pour une mission scientifique au Japon
- 1877 : Rapport général à M. le ministre de l'Agriculture et du commerce sur le service médical des eaux minérales de la France pendant l'année 1874
- 1877 : Mémoire sur la préparation et la composition de l'émétine, avec Frédéric Würtz
- 1882 : Note sur l'influence de la gomme arabique dans certaines réactions chimiques, avec Paul Thibault
- 1883 : Analyse des eaux minérales des sources d'Heucheloup
- 1883 : La Pharmacie dans les Académies